# بيتر لويس (لاعب دوري الرغبي)
بيتر لويس (بالإنجليزية: Peter Lewis)‏ هو لاعب دوري الرغبي نيوزيلندي، ولد في 30 مايو 1979 في أوكلاند في نيوزيلندا.